# Konstantine Loktev
Temple de la renommée de l'IIHF : 2007
Temple de la renommée russe : 2014
Konstantin Borissovitch Loktev - en russe : Константин Борисович Локтев - (né le 16 avril 1933 à Moscou en URSS - mort le 4 novembre 1996 à Moscou) est un joueur professionnel russe de hockey sur glace devenu entraîneur. Il a été admis au Temple de la renommée de la Fédération internationale de hockey sur glace en 2007.

## Carrière de joueur
Il commence sa carrière professionnelle en championnat d'URSS avec le HC Spartak Moscou en 1952. Il joue ensuite un an à l'ODO Leningrad avant de signer au HK CSKA Moscou. Il remporte dix titres de champion avec le club sportif de l'armée. En 1967, il met un terme à sa carrière. Il termine avec un bilan de 340 matchs et 213 buts en élite.

## Carrière internationale
Il a représenté l'URSS à 340 reprises (213 buts) sur une période de neuf ans de 1956 à 1966. Il a remporté le bronze aux Jeux olympiques de 1960 puis l'or en 1964. Il a participé à sept éditions des championnats du monde pour un bilan de deux médailles d'or, trois d'argent et deux de bronze.

## Trophées et honneurs personnels
- URSS
  - 1957 : termine meilleur pointeur.
  - 1957, 1958, 1959, 1960, 1965 : élu dans l'équipe d'étoiles.
- Championnat du monde
  - 1957 : termine meilleur buteur.
  - 1966 : élu meilleur attaquant.
  - 1965, 1966 : élu dans l'équipe d'étoiles.

## Statistiques
Pour les significations des abréviations, voir Statistiques du hockey sur glace.

### En équipe nationale
| Année | Équipe | Évènement |   | PJ | B | A  | Pts | Pun                |  | Résultat |
| 1957  | URSS   | CM        | 7 | 11 | 7 | 18 |     | Médaille d'argent  |  |          |
| 1958  | URSS   | CM        | 7 | 7  | 4 | 11 | 4   | Médaille d'argent  |  |          |
| 1959  | URSS   | CM        | 8 | 3  |   | 3  |     | Médaille d'argent  |  |          |
| 1960  | URSS   | CM & JO   | 6 | 6  | 2 | 8  | 8   | Médaille de bronze |  |          |
| 1961  | URSS   | CM        | 7 | 5  | 4 | 9  | 6   | Médaille de bronze |  |          |
| 1964  | URSS   | CM & JO   | 7 | 7  | 4 | 11 | 6   | Médaille d'or      |  |          |
| 1965  | URSS   | CM        | 7 | 5  | 5 | 10 | 4   | Médaille d'or      |  |          |